# No. 79 Squadron RAF
No. 79 Squadron RAF (79. Dywizjon) – brytyjska jednostka lotnicza utworzona 1 sierpnia 1917 w  Gosport.
Jednostka została wyposażona w samoloty Sopwith Dolphin i zmobilizowana w styczniu 1918 roku. Na front  francuski została wysłana w lutym 1918 roku i umieszczona najpierw na lotnisku St. Omer, a następnie Liettres. 
Piloci jednostki wykonywali zadania rozpoznawcze oraz wspomagające działania Drugiej Armii (2nd British Army). Po zakończeniu wojny jednostka była częścią sił okupacyjnych. Została rozwiązana w Bickendorf, 15 lipca 1919 roku.
W całym okresie I wojny światowej odniosła  ponad 70 zwycięstw. 
Łącznie w jednostce w okresie I wojny światowej służyło 5 asów myśliwskich m.in.: 
- Francis Gillet[2] (20), Ronald Bannerman (17), Frederic Ives Lord (12), John Harry McNeaney (5), Edgar Taylor (5)[3].

## Okres międzywojenny i II wojna światowa
22 marca 1937 roku jednostka został ponownie powołana do istnienia. Została sformowana z jednej z eskadr  No. 32 Squadron RAF. Od listopada 1938 roku została wyposażona w Hawker Hurricane. W momencie wybuchu wojny jednostka brała udział w obronie Wielkiej Brytanii, a w maju 1940 roku została wysłana do Francji, gdzie walczył przez 10 dni i zestrzelił 25 samolotów niemieckich. Po powrocie do Wielkiej Brytanii jednostka została skierowana do Walii, gdzie od grudnia 1941 roku rozpoczęto jej reorganizację i przygotowania do walki w Azji. W  czerwcu 1942 roku dotarła do Indii, a od stycznia do lipca 1943 roku dywizjon prowadził operacje bojowe w Birmie. Po paromiesięcznym odpoczynku i przezbrojeniu, jednostka powróciła w grudniu do Birmy gdzie walczyła do maja 1944 roku. W następnych miesiącach nastąpiło kolejne przezbrojenie jednostki w samoloty Republic P-47 Thunderbolt, na których w ramach South East Asia Command walczyła do końca wojny. Jednostka została ponownie rozwiązana w Miktila w Birmie 30 grudnia 1945 roku.

## Po II wojnie światowej
15 listopada 1951 roku 79. Dywizjon został ponownie sformowany w Gütersloh w składzie sił brytyjskich stacjonujących w RFN, jako dywizjon myśliwsko-rozpoznawczy. Używał samolotów Gloster Meteor, a od 1956 roku Supermarine Swift. 1 stycznia 1961 został przenumerowany na 4. Dywizjon.